# (342000) Neumünster
(342000) Neumünster ist ein Hauptgürtelasteroid, der am 2. September 2008 von Wolfgang Ries vom von der Sternwarte Altschwendt (Österreich) aus entdeckt wurde.
Die ursprüngliche Bezeichnung 2008 RV26  wurde 2019 von der Internationalen Astronomischen Union (IAU) geändert. Die Widmung lautet:
„The German city Neumünster has supported astronomical education since 1969. Currently they operate an observatory that offers astronomical courses and public observing. The observatory focuses on education.“